# ナニワ商会
株式会社ナニワ商会（ナニワしょうかい、Naniwa Shokai Co., Ltd.）は、大阪府大阪市中央区心斎橋に本店を置き、全国でカメラ店を営業している日本の企業である。

## 概要
社名より「カメラのナニワ」という屋号でよく知られる。2003年まではテレビCMも盛んに流れていた。2015年にテレビCMの放送を再開した。
撮影会・写真教室などを頻繁に行うなどカメラ専門店として知られるが、写真専門店、写真スタジオ、各公共事業体、量販店等、写真・画像関連の商材やサービスを中心とした卸販売業も行っている。
小売では、1980年代から1990年代は心斎橋に「心斎橋の新名所ナニワ村」を構え、家電品やブランド品も取り扱っていた。7号館（4号館は欠番なので実際は6棟）まで構えるほどの巨大小売店だったが、現在は本業であるカメラ販売に特化している（心斎橋本店ではビジネスサプライ・万年筆・鉄道模型も取り扱っている）。証明写真をメインとしたスタジオ事業も積極的におこなっている。
近年ではM&Aを積極的に行って同業他社を次々と買収し傘下に収めており、銀座の「レモン社」や九州の「タカチホカメラ」、名古屋の「バナナレコード」を運営。事業内容は多岐にわたっており、グループ会社として以下6社がある。
- 株式会社ナニワ商会（1947年4月創業）
  - カメラのナニワ
  - ナニワグループオンライン
  - スタジオ728
  - 業務用写真用品販売サイト フォトロジ
  - ワイン蔵オンライン
  - バナナレコード（1980年設立）
- 株式会社フジカラー新日本（1970年4月設立）
- 株式会社レモン社（1983年11月創業）
- 株式会社フォトバンク（2010年10月設立）
  - 節目写真館
- 有限会社フォトバンクベトナム（2014年12月設立）
- 有限会社アサヒテックベトナム

## 沿革
2000年以前
- 1938年 - 日本支配下の満州大連にて創業者の塩山寅三が前身となる株式会社三光洋行を創業
- 1947年4月1日 - 大阪心斎橋にてナニワ商会を創業
- 1951年9月14日 - 株式会社ナニワ商会設立
- 1954年10月 - 株式会社京都ナニワ商会設立
- 1966年7月 - 株式会社福岡写真総合卸センター、株式会社北陸ナニワ、株式会社広島ナニワ設立
- 1970年4月 - 株式会社フジカラー新日本設立
- 1973年4月 - 株式会社フジカラー新日本京都設立
- 1978年1月 - 株式会社和歌山写真総合卸センター設立
- 1980年7月 - 株式会社四国写真総合卸センター設立
- 1984年7月 - 株式会社ナニワビッグベン設立
- 1986年6月 - 株式会社ナニワグループ本部設立
- 1995年5月 - 株式会社福岡写真総合卸センター、株式会社広島ナニワ、株式会社北陸ナニワを合併
  - 7月 - 株式会社ナニワ写真総合卸センター、株式会社和歌山写真総合卸センター、株式会社四国写真総合卸センター、株式会社京都写真総合卸センターを合併

2000年代
- 2000年2月 - 東京エスエス商会を株式会社フジカラー新日本に吸収合併
  - 5月 - 株式会社レモン社を吸収合併
  - 9月 - 株式会社高千穂カメラを吸収合併
- 2001年2月 - ユニオンカラーを株式会社フジカラー新日本に吸収合併
  - 10月 - ナニワ福岡、高千穂カメラの物流を統合、九州物流センターを設立。大阪・京都・広島・金沢・高松の物流を統合、東大阪に大阪物流センターを設立
- 2002年8月 - 株式会社デジタル・アンド・ドリーム設立
- 2003年4月 - 株式会社新日本カラー、株式会社エスエス商会、株式会社ファイブディ、高千穂カメラ株式会社を吸収合併
- 2004年4月 - 東京ヴィカラーを株式会社フジカラー新日本に吸収合併
  - 5月 - 株式会社伸和を株式会社フジカラー新日本に吸収合併
  - 7月 - 株式会社ニューフジカラー新日本京都を株式会社フジカラー新日本に吸収合併
- 2007年8月 - 株式会社日本色彩を株式会社フジカラー新日本に事業継承
- 2009年2月 - 中古買取センターを開設
  - 3月 - 証明写真専門スタジオを開設

2010年代
- 2010年10月 - 株式会社フォトバンク設立
- 2012年2月 - 自社物流センターを東大阪市に移転
  - 7月 - 節目写真館開設
- 2013年3月 - 本部事務所を心斎橋から梅田へ移転
- 2014年12月 - 有限会社フォトバンクベトナム設立
- 2015年2月 - 節目写真館スキャン専門センター ベトナムラボ設立
- 2016年8月 - ワイン蔵オンライン開設
- 2017年8月 - 有限会社フォトバンクアジア設立

2020年代
- 2021年8月 - 有限会社アサヒテックベトナムを事業継承
- 2022年4月 - 中古レコード専門店バナナレコードを事業継承[1]
- 2023年12月 - ワイン蔵OSAKA～R～開設

## 店舗
カメラ専門店の「カメラのナニワ」を関西、「タカチホカメラ」を九州、「レモン社」を関東と東海を中心に展開し、写真館の「スタジオ728」やレコード専門店の「バナナレコード」も展開している。
現在の店舗は全国店舗案内を参照。

### かつて存在した店舗
- 日本橋店（2011年12月閉店）[2]
- 西梅田店（2021年1月閉店）[3]
- タイ国バンコク店

## メディア
- テレビCMでは「聖歌#687（新聖歌#475）」の替え歌が使用されている。店名も「ナニワ商会」であった時代にはキダ・タロー作曲のCMソングも存在し、CD化されている。テレビCMに、創業者である塩山寅三[4]も出演していたが、没後もテレビCMや店頭広告などで彼をモチーフとしたキャラクターのイラストや着ぐるみなどが登場する。
- かつてのテレビCMや地下鉄御堂筋線心斎橋駅の階段広告には、心斎橋本店への経路を「大丸、そごうの間を東へ50歩」としていた。現在でもその名残で、心斎橋本店のアクセスは「大丸本館・北館の間・東へ50歩」（「大丸本館・心斎橋パルコの間を東へ50歩」としているものもある）と案内されている。
- テレビドラマ西部警察のロケ撮影が行われたことがあり、塩山本人も出演している。(西部警察 PART-III48話「激追!!地を走る3億ドル」、50話「爆発5秒前！琵琶湖の対決」)